# 皮羅戈維奇
50°59′3″N 29°58′42″E / 50.98417°N 29.97833°E
皮羅霍維奇（烏克蘭語：Пироговичі）是位於烏克蘭北部的村莊，由基辅州维什霍罗德区的伊萬基夫市鎮負責管轄。該村始建於1600年，面積1平方公里，海拔高度112米，2001年人口214，人口密度每平方公里214人。